# Skip Woods
Skip Woods (Austin, 4 dicembre 1970) è uno sceneggiatore, regista e produttore cinematografico statunitense.
Noto per la sceneggiatura di Codice: Swordfish e per aver adattato per il grande schermo il videogioco Hitman.

## Filmografia

### Sceneggiatore
- Thursday - Giovedì (Thurday, 1998)
- Codice: Swordfish (Swordfish, 2001)
- Hitman - L'assassino (Hitman, 2007)
- X-Men le origini - Wolverine (X-Men Origins: Wolverine, 2009)
- A-Team (The A-Team) (2010)
- Die Hard - Un buon giorno per morire (A Good Day to Die Hard), regia di John Moore (2013)
- Sabotage, regia di David Ayer (2014)
- Hitman: Agent 47, regia di Aleksander Bach (2015)

### Regista
- Thursday - Giovedì (Thurday, 1998)

### Produttore
- Sabotage, regia di David Ayer (2014)